# 文化財保存修復学会
一般社団法人 文化財保存修復学会（ぶんかざいほぞんしゅうふくがっかい、英語: The Japan Society For The Conservation Of Cultural Property (JSCCP)）は、日本の学術研究団体の一つ。

## 概要
1933年9月設立。学術研究団体としての種別は単独学会。
当初、分析化学などの研究者が中心となり、文化財の保存に関わる科学・技術の発展と普及を図ることを目的として設立された。その後、文化財保存のための基礎研究を行う研究者、実際に文化財の修復を行う修復家、美術館･博物館の学芸員、将来の専門家を育成する教育機関の関係者など幅広い分野の会員が集まり、活動が行われている。

## 沿革
- 1933年 - 古美術保存協議会発足。
- 1975年 - 古文化財科学研究会に改称。
- 1995年 - 文化財保存修復学会に改称。
- 2009年 - 一般社団法人文化財保存修復学会へ移行。

## 刊行物

### 文化財保存修復学会誌［古文化財之科学］
- 誌名（和文）：文化財保存修復学会誌［古文化財之科学］
- 誌名（欧文）：BUNKAZAI HOZON-SYUHUKU GAKKAISI［Kobunkazai no Kagaku］
- 創刊年：1951
- 資料種別：ジャーナル（査読付き論文を含む）
- 使用言語：日本語（英文抄録あり）
- 発行形態：印刷体
- 著作権帰属先：学会
- クリエイティブコモンズ：定めていない
- 購読：有料